# Домброва (Равицький повіт)
Домброва (пол. Dąbrowa) — село в Польщі, у гміні Мейська Ґурка Равицького повіту Великопольського воєводства.
Населення — 358 осіб (2011).
У 1975-1998 роках село належало до Лешненського воєводства.

## Демографія
Демографічна структура станом на 31 березня 2011 року:
|          | Загалом | Допрацездатний вік | Працездатний вік | Постпрацездатний вік |
| -------- | ------- | ------------------ | ---------------- | -------------------- |
| Чоловіки | 186     | 37                 | 128              | 21                   |
| Жінки    | 172     | 42                 | 97               | 33                   |
| Разом    | 358     | 79                 | 225              | 54                   |